# Lights Out (2016)
Lights Out (Brasil: Quando as Luzes se Apagam / Portugal: Lights Out: Terror na Escuridão) é um filme de terror norte-americano dirigido por David F. Sandberg, escrito por Eric Heisseirer, e produzido por Lawrence Grey, Heisserer e James Wan, baseado em um premiado curta-metragem de Sandberg de mesmo nome. O filme tem em seu elenco Teresa Palmer, Gabriel Bateman, Maria Bello e Ava Cantrell.
O filme, inspirado em um curta-metragem, fala sobre uma entidade que pode ser vista na escuridão, o que aterroriza uma família local, quando uma criança vê-la pela primeira vez, a irmã reconhece possivelmente como uma ex-amiga de infância.
Após o sucesso do curta-metragem e seu status viral, Sandberg anunciou uma adaptação cinematográfica característica do curta-metragem. As filmagens deram início em 29 de junho de 2015.
Estreou em 22 de julho de 2016 através da Warner Bros. Pictures nos EUA, e em Portugal no dia 21 de julho de 2016. No Brasil o filme estreou em 18 de agosto de 2016.

## Sinopse
Desde de que era criança, Rebecca (Teresa Palmer) tinha uma porção de medos, principalmente quando as luzes se apagavam. Ela acreditava ser perseguida pela figura de uma mulher e anos mais tarde seu irmão mais novo começa a sofrer do mesmo problema. Juntos eles descobrem que a aparição está ligada à mãe deles, Rebecca começa a investigar o caso e chega perto de conhecer a terrível verdade.

## Elenco
- Teresa Palmer[2] como Rebecca
- Amiah Miller como Rebecca (criança)
- Gabriel Bateman[3] como Martin
- Alexander DiPersia[4] como Bret
- Alicia Vela-Bailey como Diana
- Ava Cantrell como Diana (criança)
- Lotta Losten como Esther
- Andi Osho como Emma
- Maria Bello como Sophie

## Produção

### Desenvolvimento
Após o sucesso viral do curta-metragem em 2013, David F, Sandberg, o diretor de ambas as produções, foi aclamado pela seu trabalho na direção, o que levou ele a receber o prêmio de "Melhor Diretor" no evento Bloody Cuts Horror em 2013.
No ano de 2015, Sandberg anunciou por meio de suas redes sociais que iria dirigir um longa-metragem baseado em seu curta-metragem, causando muitos comentários na internet.

### Escolha do elenco
Em 16 de junho de 2015, Gabriel Bateman foi escalado para estrelar o filme, pegando um dos papéis principais. Em 27 de junho, Teresa Palmer também foi confirmada como uma das estrelas principais. James Wan foi selecionado para produzir o filme ao lado de Lawrence Grey, com Eric Heisserer como roteirista e também produtor executivo.
Em abril de 2016, em uma entrevista Lawrence Grey, disse que o curta-metragem é basicamente sobre algo que fará temerem o escuro:
'Vi essa coisa com o canto do meu olho. É uma árvore? É uma roupa? Ou é algo bem mais sinistro do que parece?'
Ele também alegou que o orçamento ficou a cinco milhões de dólares para a produção.
O filme foi selecionado para estrear no Festival de Cinema de Los Angeles em junho.

### Filmagens
As filmagens tiveram início em 29 de junho de 2015.

## Lançamento
O filme foi lançado no dia 22 de julho de 2016 pela Warner Bros. Pictures e New Line Cinema para competir juntamente a Star Trek Beyond e Ice Age: Collision Course. O filme originalmente foi programado para ser lançado em 16 de setembro de 2016, porém a Warner Bros. modificou a data do filme para competir com os demais filmes já mencionados. No Brasil a estreia ficou para o dia 18 de agosto de 2016.